# Союз ТМ-12
Союз ТМ-12 е пилотиран космически кораб от серията „Союз ТМ“ към станцията „Мир“ и 88-и полет по програма „Союз“.

## Екипаж

### При старта

#### Основен
- Анатолий Арцебарски(1) – командир
- Сергей Крикальов(2) – бординженер
- Хелън Шърман(1) – космонавт-изследовател

#### Дублиращ
- Александър Волков – командир
- Александър Калери – бординженер
- Тимъти Мейс – космонавт-изследовател

#### Резервен
- Александър Викторенко – командир
- Сергей Авдеев – бординженер

### При кацането
- Анатолий Арцебарски(1) – командир
- Токтар Абукиров(1) – космонавт-изследовател
- Франц Фибок(1) – космонавт-изследовател

## Параметри на мисията
- Маса: 7160 кг
- Перигей: 389 км
- Апогей: 397 км
- Наклон на орбитата: 51,6°
- Период: 92,4 мин

## Описание на полета
Космонавтите Анатолий Арцебарски и Сергей Крикальов е екипажът на девета основна експедиция на станцията „Мир“ и заменят осма основна експедиция (В. Афанасиев и М. Манаров). Х. Шърман е първият британски гражданин в космоса. Полетът ѝ е спонсориран от частна британска компания. Нейната програма предвижда извършване в космоса на биологични и химични експерименти, провежда серия уроци за английските училища.
Програмата на девета основна експедиция съдържала експерименти в областта на астрономията, биологията, химията, наблюдения на Земята, космическата техника, материалознанието и медицината. Освен това космонавтите извършват и много профилактични работи и подмяна на прибори и апарати. Извършени са излизания в космоса по време на които е ремонтирана антената на системата за автоматично сближаване „Курс“ на модула „Квант“, монтирана е сгъваема решетъчна мачта от нова никел-титаниева сплав, предназначена за монтаж на допълнителни устройства за управление на модула „Квант“.

### Космически разходки
| № | Участници                            | Начало                | Край                  | Продължителност    |
| - | ------------------------------------ | --------------------- | --------------------- | ------------------ |
| 1 | Сергей Крикальов Анатолий Арцебарски | 24 юни 1991 21:11 UTC | 25 юни 1991 02:09 UTC | 4 часа и 58 минути |
| 2 | Сергей Крикальов Анатолий Арцебарски | 28 юни 1991 19:02 UTC | 28 юни 1991 22:26 UTC | 3 часа и 24 минути |
| 3 | Сергей Крикальов Анатолий Арцебарски | 15 юли 1991 11:45 UTC | 15 юли 1991 17:41 UTC | 5 часа и 56 минути |
| 4 | Сергей Крикальов Анатолий Арцебарски | 19 юли 1991 10:11 UTC | 19 юли 1991 16:38 UTC | 5 часа и 28 минути |
| 5 | Сергей Крикальов Анатолий Арцебарски | 23 юли 1991 09:15 UTC | 23 юли 1991 14:57 UTC | 5 часа и 42 минути |
| 6 | Сергей Крикальов Анатолий Арцебарски | 27 юли 1991 08:44 UTC | 27 юли 1991 15:33 UTC | 6 часа и 49 минути |

За шест излизания в открития космос космонавтите прекарват общо 32 часа и 23 минути. Сергей Крикальов престоява в космоса шест месеца повече от планираното, тъй като двете следващи мисии към станцията „Мир“ са съкратени по финансови причини и е възможна замяната в космоса само на единия член на основния екипаж.
Провизии и консумативи са доставени с транспортните кораби „Прогрес М-8“ и „Прогрес М-9“.